# Nécropole nationale du Fort des Dunes
De Nécropole nationale du Fort des Dunes is een begraafplaats nabij met 190 Franse soldaten nabij het Fort des Dunes in de gemeente Leffrinkhoeke in het Noorderdepartement in de regio Hauts-de-France. Op de begraafplaats liggen slachtoffers die in de Tweede Wereldoorlog overleden.